# Jean-Armand de Roquelaure

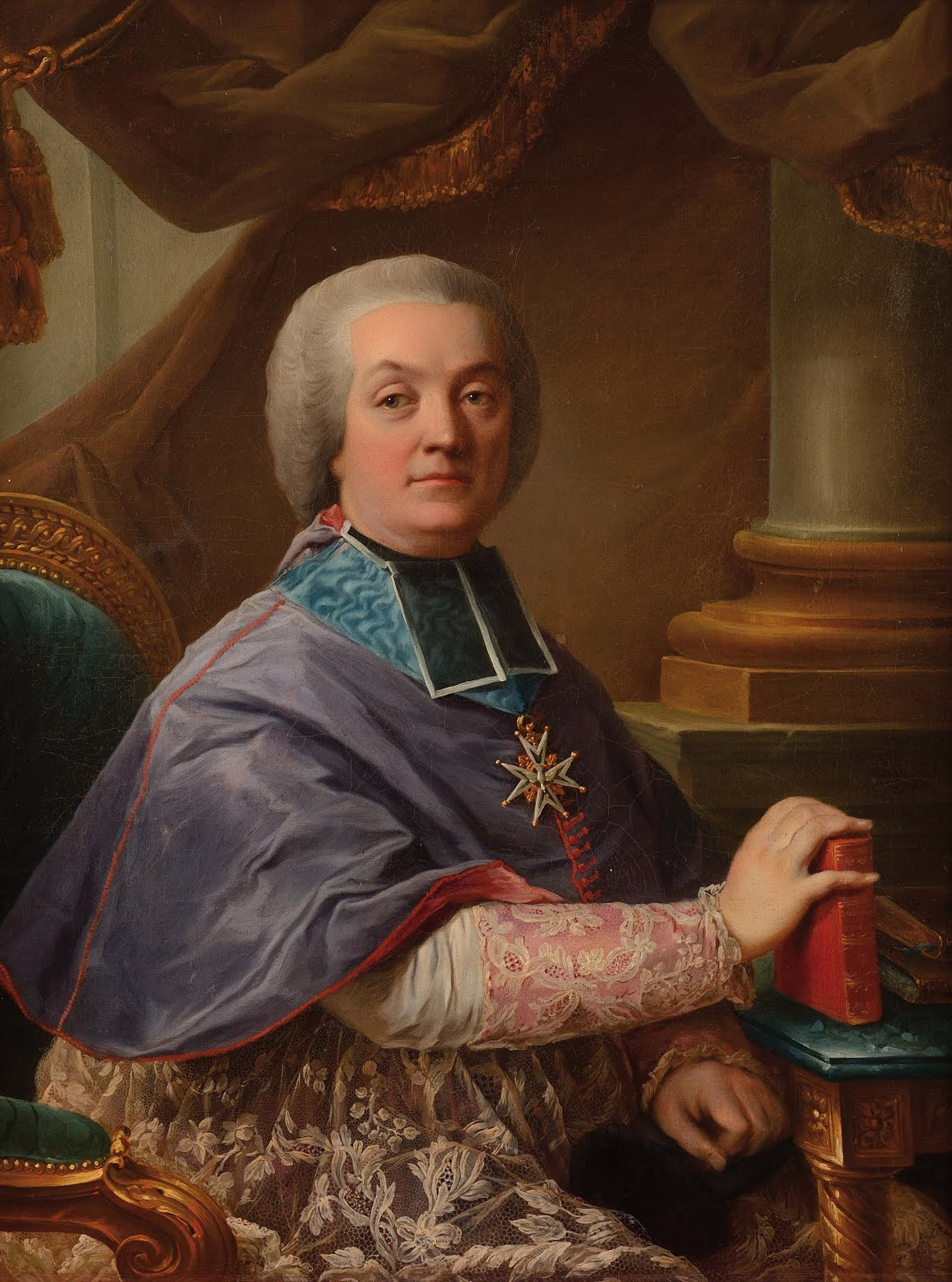
Jean-Armand de Roquelaure als bisschop van Senlis

Jean-Armand de Bessuéjouls de Roquelaure (Lassouts, 24 februari 1721 – Parijs, 23 april 1818) was een Frans edelman en geestelijke. Hij was van 1802 tot 1808 aartsbisschop van Mechelen nadat hij gedurende 47 jaar het bisschopsambt had uitgeoefend te Senlis. Roquelaure was sinds 1771 lid van de Académie française.

## Levensloop

### Franse periode
Roquelaure werd geboren op het kasteel van Roquelaure te Lassouts, dat al sinds de 16e eeuw eigendom was van de familie de Bessuéjouls . Als neef van François de Baglion de La Salle, die sinds 1726 bisschop van Atrecht was, koos hij, aangemoedigd door deze laatste, voor een geestelijk leven. Hij studeerde aan het Séminaire Saint-Sulpice te Parijs en werd in maart 1745 tot priester gewijd.
Hij werd kort daarna benoemd tot vicaris-generaal in Atrecht, het bisdom van zijn oom. In 1754 benoemde koning Lodewijk XV hem tot bisschop van Senlis. Het was Christophe de Beaumont, de toenmalige aartsbisschop van Parijs, die hem in juni 1754 tot bisschop wijdde. Hij bleef de functie gedurende 47 jaar uitoefenen totdat het bisdom werd afgeschaft door het Concordaat van 15 juli 1801. Op 21 september 1801 kwam er een einde aan zijn bisschopsambt.
Roquelaure was in deze periode eveneens abt van de abdij van Saint-Germer-de-Fly. Vanaf 1764 was hij hofaalmoezenier van zowel Lodewijk XV als zijn kleinzoon Lodewijk XVI totdat er in 1792 een einde kwam aan diens koningschap door de Franse Revolutie. Roquelaure werd in 1793 even gearresteerd maar werd al spoedig vrijgelaten en kon zich opnieuw in Senlis vestigen totdat het bisdom werd opgeheven.

### Aartsbisschop van Mechelen
Napoleon benoemde de 81-jarige Roquelaure in 1802 tot aartsbisschop van Mechelen. Het aartsbisdom was na het Concordaat uitgebreid met het opgeheven bisdom Antwerpen en was na de verbanning van de vorige aartsbisschop Joannes Henricus van Frankenberg in 1797 nauwelijks nog bestuurd geweest. Ondanks zijn hoge leeftijd nam de nieuwe bisschop, samen met de vicarissen-generaal Huleu en Forgeur, de touwtjes strak in handen. Vele pastoors werden benoemd of verplaatst, de grote achterstand in het toedienen van het vormsel werd weggewerkt, in 1803 werden de decanaten opgericht en in 1804 heropende het seminarie van Mechelen.
Roquelaure kreeg te maken met de opkomst van het stevenisme in zijn bisdom waartegen hij zich op autoritaire manier verzette. In 1806 werd de nieuwe catechismus, die door Napoleon was uitgevaardigd, verplicht in het aartsbisdom, een maatregel die niet gevolgd werd door de omliggende bisdommen. Wegens zijn hoge leeftijd had Roquelaure op 1 maart 1808 zijn ontslag aangevraagd en vertrok naar Parijs waar hij seculiere kanunnik werd aan de abdijkerk van de abdij van Saint-Denis. Napoleon benoemde Dominique Dufour de Pradt tot zijn opvolger. Zowel het ontslag als de benoeming van de opvolger werden pas een jaar nadien door paus Pius VII bevestigd. Door het metropolitaanse kapittel werd de aanstelling van Dufour de Pradt als aartsbisschop niet aanvaard.

## Académie française
Tijdens zijn periode als bisschop van Senlis was Roquelaure naast hofaalmoezenier eveneens lid geworden van de staatsraad. Hij was een begenadigd redenaar en sprak de begrafenisrede uit van onder meer Maria Amalia van Saksen, koningin van Spanje in 1761 en van koning Lodewijk XV in 1774. Hij schreef een aantal werken waarvan Histoire poétique tirée des poètes français uit 1763 (met herdrukken in 1777 en 1833) het belangrijkste was. In 1771 werd hij toegelaten tot de Académie française waarvan hij bij zijn dood in 1818 het oudste lid was.